# Eisarena Salzburg
L'Eisarena Salzburg (Stadio del ghiaccio Salisburgo), talora indicato come Eisarena Volksgarten (Stadio del ghiaccio Volksgarten, dal nome del parco all'interno del quale sorge) è il principale stadio del ghiaccio di Salisburgo. Ospita gli incontri tanto dell'EC Red Bull Salisburgo (sin dalla fondazione nel 1995), squadra di hockey su ghiaccio maschile militante in EBEL, che del Damen Eishockey Club Salzburg Eagles (dalla fondazione nel 2001; tra l'anno di nascita ed il 2010 la squadra si è chiamata Eishockey Club The Ravens Salzburg), squadra femminile che milita in EWHL e nel campionato austriaco.
L'impianto è stato realizzato su progetto di Heinz Hochhäusl, ed inaugurato nel 1960. Grazie all'intervento dello sponsor Red Bull, lo stadio è stato ristrutturato tra il 2002 ed il 2003, e reso un'arena multifunzione. 
La capienza per gli incontri di hockey su ghiaccio è di 3400 persone, che sale fino a 6800 in occasione di eventi di altro tipo.